# 257-я пехотная дивизия (вермахт)
257-я пехотная дивизия (нем. 257. Infanterie-Division) — тактическое соединение сухопутных войск вермахта Германии периода Второй мировой войны.

## История формирования
257-я пехотная дивизия была сформирована 26 августа 1939 года как дивизия четвертой волны призыва в Карлсхорсте в третьем военном округе Германии

## Боевой путь дивизии

### Основные этапы боевого пути
- август 1939 года — май 1940 года — Германия
- 1940 год — Франция,
- 1941 — Сан, Львов, Уманский котел, Киевский котел, Миргород, Полтава, Красноград, Изюм, Славянск, Знаменка,
- 1942 — Харьковский котел, Франция,
- 1943 — Изюм, Лозовая, Днепропетровск, Кривой Рог,
- 1944 — Никополь, Тирасполь, Бендеры, гибель при попытке прорваться через Прут.
- Остатки дивизии прибыли на полигон Вандер в Марк-Бранденбург и 13 октября 1944 года были включены вместе с пехотной дивизией "Гросс-Гёршен" в формирование 257-й фольксгренадерской дивизии. Сформированное соединение действовало на западном фронте зимой 1944/1945 гг. В апреле 1945 года дивизия сдалась в плен американцами под Фюссеном.

257-я пехотная дивизия — по состоянию на 15 мая 1941 года насчитывала 16 547 человек личного состава, [219]